# Czatyr-Dah

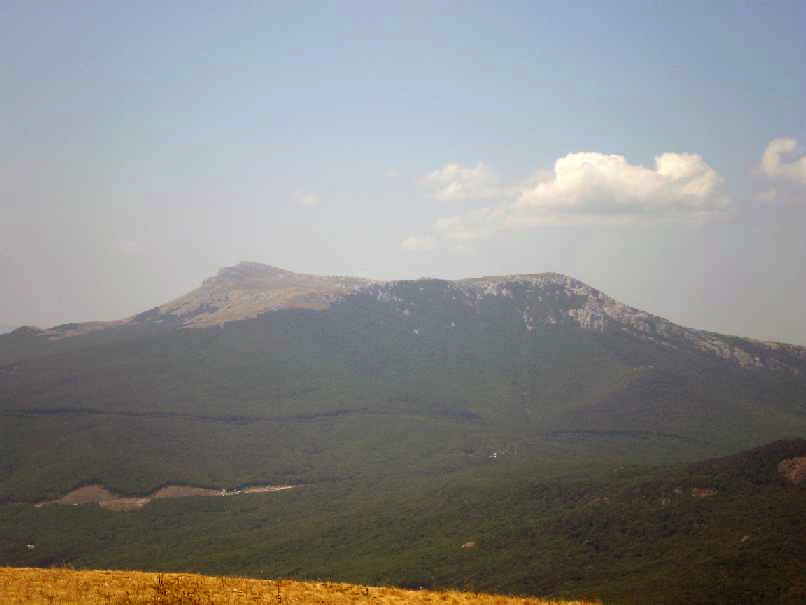
Widok z Demerdżi

Czatyr-Dah (ukr. Чатир-Даг, ros. Чатыр-Даг, krymskotat. Çatır Dağ) – masyw górski na Półwyspie Krymskim. W języku Tatarów Krymskich çatır oznacza namiot, dağ górę. Czatyrdah składa się z dwóch płaskowyży.
Północny płaskowyż jest niższy, porośnięty stepem, a w południowej części lasem bukowym i zaroślami jałowca. We wschodniej części skupisko reliktowych cisów. Przebiegają tędy liczne szlaki turystyczne, atrakcją dla turystów są jaskinie, m.in. jaskinia Marmurowa.
Południowy, wyższy płaskowyż osiąga wysokość 1527 m n.p.m., pokrywają go łąki górskie. Jest to masyw o stromych stokach, którymi poprowadzone są drogi wspinaczkowe.
Adam Mickiewicz poświęcił Czatyr-Dahowi, który błędnie uważał za najwyższy szczyt Krymu, dwa Sonety krymskie: Czatyrdah i Widok gór ze stepów Kozłowa. Marta Moldovan-Cywińska opisała go w utworze "Błaganie z Czatry-Dahu".